# Distretto di Licheng (Quanzhou)
Il distretto di Licheng (鲤城区S, Lǐchéng QūP) è un distretto della Cina, situato nella provincia del Fujian e amministrato dalla prefettura di Quanzhou.